# Rainer Glas
Rainer Glas (* 19. Juni 1954 in Erlangen) ist ein deutscher Jazzbassist, Graphiker und Maler (Jazz-Paintings). Er ist als Instrumentalist und Bandleader in der Jazz- und Weltmusikszene und seit Anfang der 1980er Jahre auch als Dozent tätig.

## Leben und Wirken
Glas erhielt mit vierzehn Jahren Gitarrenunterricht. 1970 beschäftigte er sich als Bassgitarrist autodidaktisch mit dem Blues. 1973 stieg er auf den Kontrabass um und wurde 1974 im Erlanger Jazz Forum von Dieter Bihlmaier mit dem Free Jazz vertraut. Seit Mitte der 1970er Jahre ist er als Bassist und Bandleader in der Jazz- und Weltmusikszene aktiv. 1980 wurde er gemeinsam mit Traugott Jäschke mit dem Kulturförderpreis der Stadt Erlangen ausgezeichnet (Jazzduo Nebbich). Im gleichen Jahr war er Preisträger bei der Deutschen Phonoakademie mit seinem Jazz Workshop Ensemble. Mit dem Jazz Workshop Orchestra trat er Anfang der 1980er Jahre auch mit Albert Mangelsdorff, Gunter Hampel, Jeanne Lee und Manfred Schoof auf. Außerdem spielte er mit Götz Tangerding, Allan Praskin, Charly Antolini, Paquito D’Rivera, Marion Brown, Harald Rüschenbaum, Michael Sagmeister und anderen Musikern.
Mit Chris Beier gründete er 1984 das Overtone Trio und nahm zusammen mit Leszek Zadlo mehrere Alben auf, zum Beispiel ´die CD „Breath“ (ENJA) und die CD: „Space“, 1994. Gemeinsam mit Martin Schrack, Pete York, Sandy Lomax und dem Kammerorchester Schloss Werneck ging er mit einem George Gershwin- und einem Duke-Ellington-Programm deutschlandweit auf Tournee. Er leitet seit 1996 das Jazz Age Ensemble, ist auch als Graphik-Designer, Maler und Kulturmanager aktiv und betreibt das Plattenlabel WOR. Aufmerksamkeit erhielt in den vergangenen Jahren sein Weltmusikjazz Projekt Universal, wo er unter anderem mit Torsten Goods, Ack van Rooyen, Dusko Goykovich, Tony Lakatos, Leszek Zadlo, Andrej Lobanov, Jörg Widmoser, Bernhard Pichl, Jan Miserre, Carola Grey, Biboul Darouiche, Peter O’Mara, Claus Reichstaller und Johannes Faber arbeitete. Daneben kam es auch zu einer engen Zusammenarbeit mit orientalischen Musikern wie dem libanesischen Kanunsolisten Gilbert Yammine, dem iranischen Perkussionisten Hadi Alizadeh und dem marokkanischen Oud-Spieler Abdelillah Hajim in der Gruppe Sounds of the Orient.
Glas ist Autor der Bücher „Chords & Scales“ und „Basslines“ und unterrichtet seit 1979 bei Jazz-Workshops im In- und Ausland. Seit 1981 leitet er die Erlanger Jazz Workshops. Als 1. Vorsitzender der Jazzfördervereine IG JAZZ Erlangen e. V. und Jazz-Er e. V. hat er seit 1980 über 700 Konzerte in Erlangen organisiert.
2012 erhielt er den Kulturpreis des Landkreises Erlangen-Höchstadt für sein Lebenswerk. 2015 wurde er mit dem Kulturellen Ehrenbrief der Stadt Erlangen ausgezeichnet.

## Auswahldiskographie
- Jazzduo Nebbich (1979) – Kulturförderpreisträger der Stadt Erlangen
- Jazz Workshop Ensemble (1980) – Preisträger der Deutschen Phonoakademie
- Jan Rigo & friends / in time (1981)
- Jazz Workshop Ensemble / Wavescapes (1983)
- Overtone Trio / All the Things We Are (1984)
- Overtone Trio & Leszek Zadlo / As Time Went By (1985)
- Overtone Orchestra / Ragas & Sagas (1985)
- Nasrudins Orchestra (1985)
- Bukowsky (1985) mit Chris Beier, Norbert Nagel, Wolfgang Haffner und Gerhard Haase-Hindenberg (Vocals)
- Thomas Fink Trio & Beate Krause / A Waltz for Bill (1985)
- Ed Sperber Kaleidoskop (1985)
- Gärten / W. P. Schnetz, C. Beier, R. Glas (1987)
- Leszek Zadlo Ensemble / Tour de France (1987)
- Leszek Zadlo Ensemble / Breath (1989)
- Live 1990 / mit Dick Heckstall-Smith, John Etheridge, Joe Nay (1990)
- Thomas Fink Trio feat. Sandy Lomax & Allan Praskin / You don’t know what love is (1991)
- Dick Heckstall-Smith-John Etheridge Group / Obsession Fees (1992)
- Thomas Fink Trio feat. Sandy Lomax & Vincent Herring / Big Brown Eyes (1993)
- Space / Glas-Beier-Zadlo (1994)
- The Jazz Age Trio + Sandy Lomax / Songs from the Jazz Age (1996)
- All you Need is Swing (1996)
- The Jazz Age Quintet (special guest Pete York) & Kammerorchester Schloß Werneck / Happy Birthday, Mr. Gershwin! (1998)
- The Jazz Age Sextet (mit Sandy Patton, Pete Yorck) & Kammerorchester Schloß Werneck / Happy Birthday, Duke! (1999)
- The Jazz Age Ensemble & Guests (2006, mit Torsten Goods)
- Argile / Filefola (2006) u. a. mit Torsten Goods
- Rainer Glas / Space for the Bass (2008; Compilation)
- Rainer Glas Universal Ensemble (2007)
- Rainer Glas Universal Ensemble – The Rainbow Suite (live 2010)
- Rainer Glas Universal Ensemble feat. Gilbert Yammine – Sounds of the Orient (live 2013)
- Thomas Fink & Friends – The Birthday Concert (live 2015) mit Torsten Goods u. a.